# Осиан
Осиан (на английски: Ossian) е легендарен разказвач и автор на цикъл от поеми, за чиито произведения шотландският поет Джеймс Макфърсън твърди, че е превел от антични извори на шотландски келтски език.
Основата на цикъла е изградена около Ойсин, син на Фин Маккул, герой от ирландската митология.
Загадката, предизвикана от въпроса за автентичността на поемите, продължава и до днес.